# (996) Hilaritas
(996) Hilaritas est un astéroïde de la ceinture principale découvert le 21 mars 1923 par l'astronome autrichien Johann Palisa. Sa désignation provisoire était 1923 NM.